# Polygala microphylla
Polygala microphylla är en jungfrulinsväxtart som beskrevs av Carl von Linné. Polygala microphylla ingår i släktet jungfrulinssläktet, och familjen jungfrulinsväxter. Inga underarter finns listade i Catalogue of Life.

## Bildgalleri

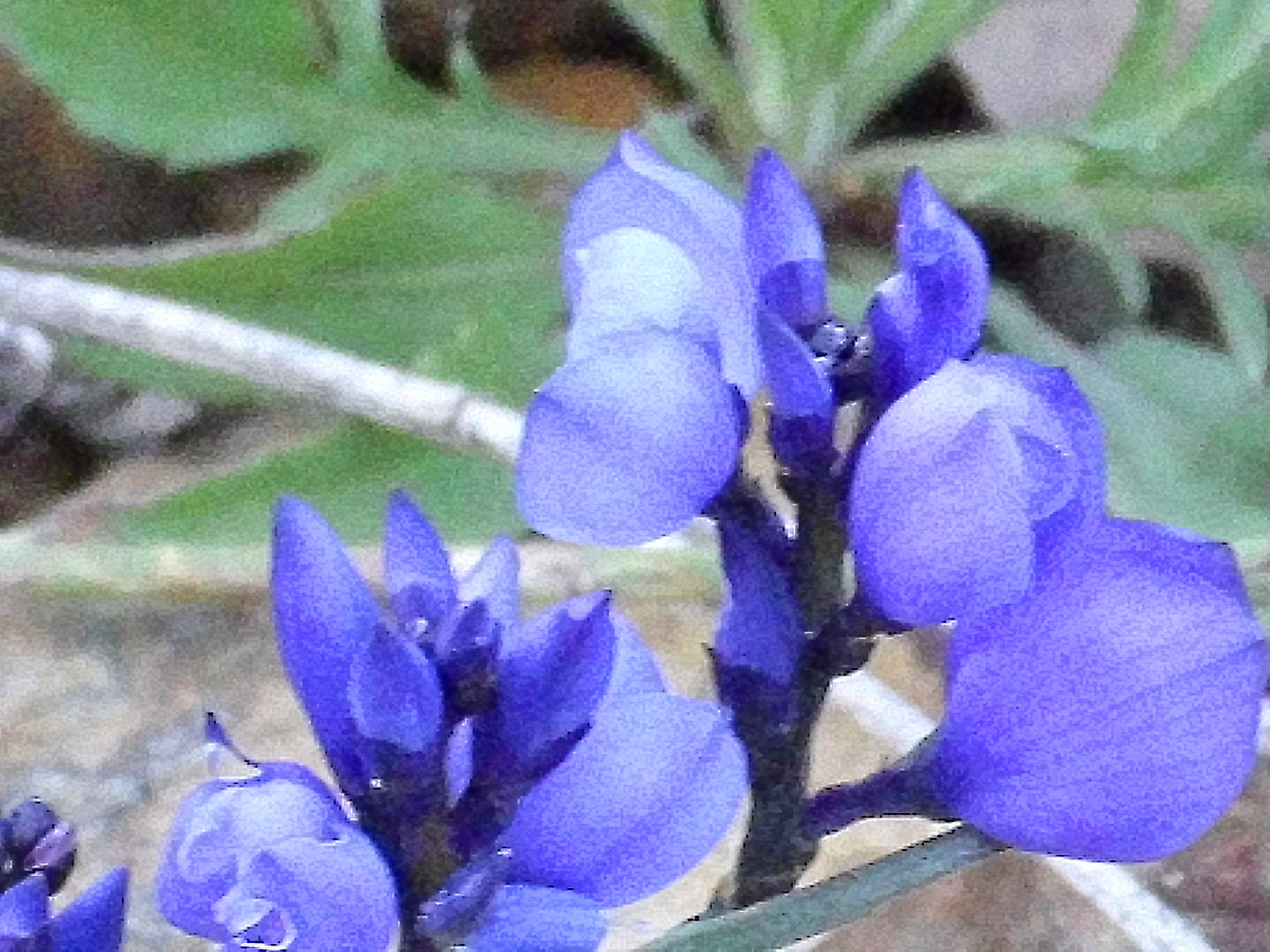